# Arcadia Music
Arcadia Music es un sello discográfico español, fundado en 2012 por el músico, compositor y productor Pablo Cebrián.
La esencia de Arcadia Music es la independencia del circuito musical comercial. Un sello discográfico independiente en el que los artistas puedan desarrollarse libremente manteniendo la autenticidad de su música.

## Artistas
Los artistas que trabajan con Arcadia Music tienen un estilo muy variado de música y son de la talla de:
- ELE
- Conchita
- Tom's Cabin
- Bauer
- Mento
- Ricca